# カンボジアの歴史
カンボジアの歴史（カンボジアのれきし）について述べる。

## 古代

### 扶南王国
中国の書物によると、1世紀頃、ほぼ現在のカンボジア南部からベトナム南部のメコンデルタ地帯に跨る地域に扶南（フナン）という王国があった。扶南を建国した人物は、インドからカンボジアに渡って扶南を建国したとする説と、インド出身のバラモン僧であり、マレー半島経由でカンボジアに渡り、王となったとする説がある外国人カウンディンヤである。1942年フランス人考古学者ルイ・マルレによって、ベトナム南部アンザン省バテ山とその付近の港市跡オケオから、装身具や交易品多数が発掘された。当地の後背地では後期新石器時代から人々が居住していた。プレ・オケオ文化の土器や遺跡がアンザン省ゴーカイトゥン遺跡やロンアン省付近の遺跡から発見されており、そこから西方に拓かれていたカンボジア平原まで人々が居住し、往来があった。
3世紀までは未開の地であったが、インドと中国の中間地点にある水路の要衝に位置していたため外国文化が流入し、商業国家として繁栄した。稲作が発達していた。

### 真臘王国
6世紀には、カンボジア国家の起源とみなされている国、すなわち中国史料にいう北方クメール人による真臘（しんろう、チェンラ）が勃興した。この国は扶南の属国であったが、7世紀には扶南を滅ぼし、さらに真臘王イーシャーナヴァルマン1世（611年-635年）に影響を受けた地域がドヴァーラヴァティー王国から独立し、ラヴォ王国がロッブリーに出来た。
真臘王国はジャヤーヴァルマン1世(657年 - 681年)の治世の頃に最大となった。インド文化の影響を受けサンスクリット文字を使用したが、クメール文字も使われ始めた。真臘は、現在のカンボジアとラオス南部、つまりメコン川流域を領土としていたと推測されている。

## シャイレーンドラ朝
ジャヤーヴァルマン1世の死後、古代カンボジアは、中国の記録に見える北の陸真臘（現在のラオスチャンパーサック県）と南の水真臘に分裂し弱体化し、8世紀には水真臘がシャイレーンドラ朝ジャワ王国の支配下に入った。シャイレーンドラは、その意味（「山の王家」）から、扶南のプノン（山）と関係があり、シャイレーンドラ朝とシュリーヴィジャヤ王国は何らかの意味で、扶南の後継者にあたるのではないかとする見方がある。

## 中世

### クメール王朝

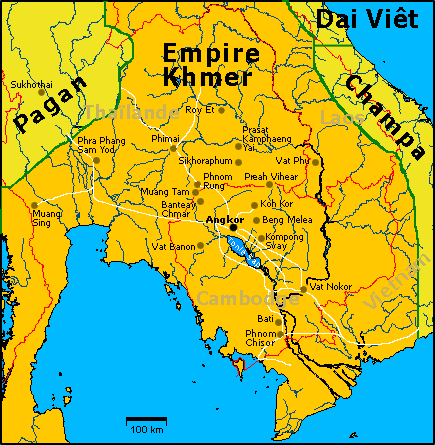
クメール王朝

シャイレーンドラ朝からの独立は、ジャヤーヴァルマン2世(802-854年)により行われた。ジャヤーヴァルマン2世はプノン・クーレン丘陵の頂上で即位を行い、シャイレーンドラ朝からの解放を宣言した。これがアンコール王朝（クメール王朝）の始まりである。9世紀の末、ヤショーヴァルマン1世（889-910年頃）がアンコールに新都城「ヤショーダラプラ」(889-1190年)を築いた。このときの勢力範囲は、現在の東北タイ地域まで広がっていた。その後何代かの王が続くが、勢力争いや逝去で、どの王朝も長くは続かなかった。
1113年、スールヤヴァルマン2世が即位し、国内各地の敵対勢力と戦い国内を統一、国外においても西方のチャオプラヤー川デルタのシャム人やモン人と戦い、南隣のチャンパ王国や東隣の李朝へ攻め入った。王国の範囲は、タイ中部、マレー半島、ベトナム南部におよび、また、彼は寺院建築にも熱心で、クメール美術の最高傑作であり、自身の墓でもあるアンコール・ワットを始め、トマノン、バンテアイ・サムレなどのヒンドゥー教寺院を建築した。この王の治世も平穏安泰ではなかった。1150年頃死去した。
スールヤヴァルマン2世死後、王位を巡り争いが続いた。さらに1177年には、チャンパ王国の大軍が都であったヤショーダラプラを破壊した。

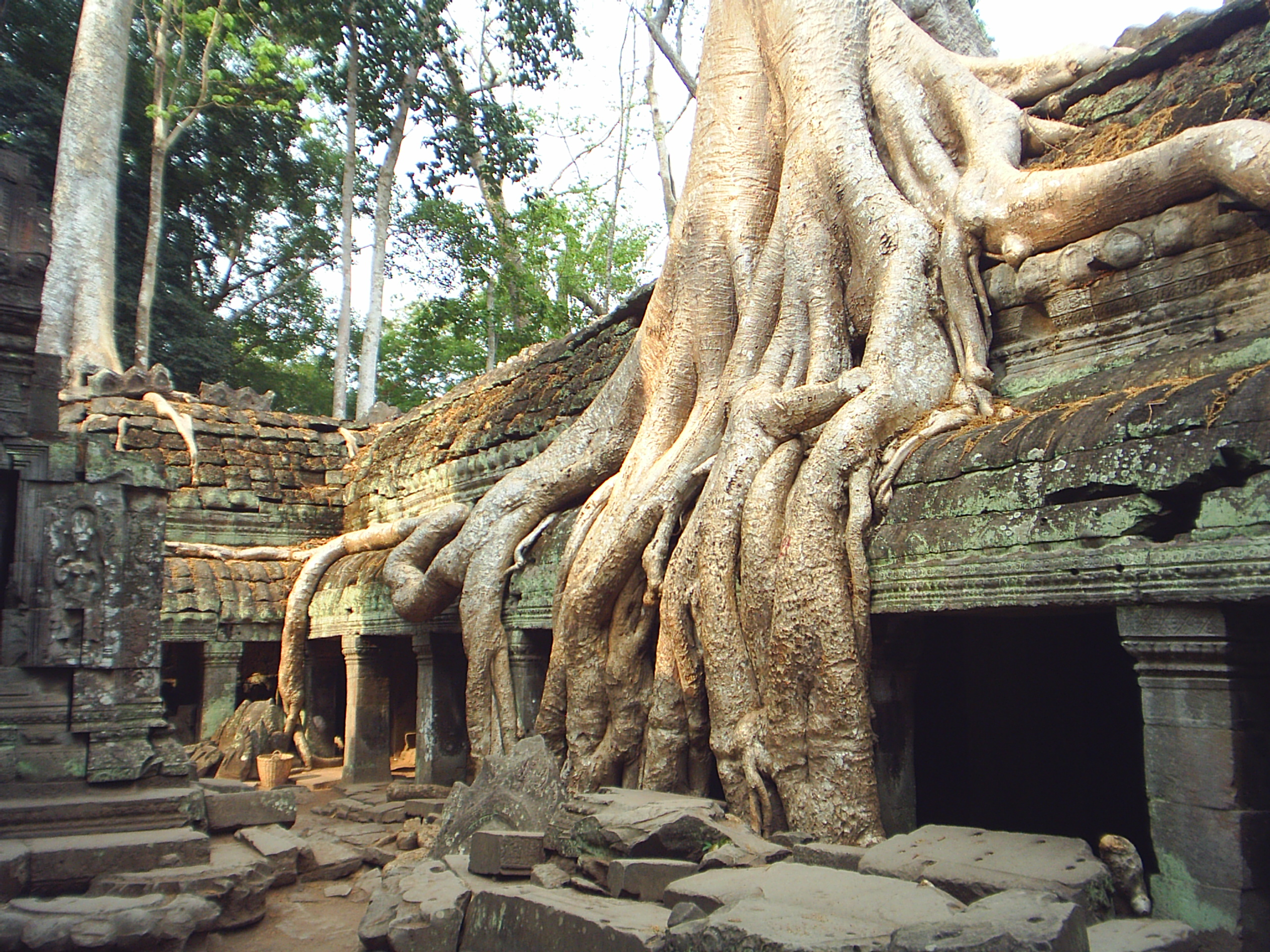
タ・プローム

1181年、チャンパに遠征していたジャヤーヴァルマン7世が帰国し、即位した。彼は粘り強く国づくりを進め、1190年には宿敵チャンパを降伏させた。また、8メートルの高さの堅固な城壁の「輝ける新都城」アンコール・トム(1190-1431年)を都として造成した。アンコール王朝の最盛期であった。熱心な大乗仏教の信者であった王は、都の中心にバイヨンを建設し、バンテアイ・クデイ、1186年にタ・プローム（僧院）、1191年にプリヤ・カーンなどの仏教寺院を建設した。
また、ジャヤーヴァルマン7世は、国内に102箇所の病院と主要街道に宿場を建設し、庶民の生活も重視した。しかし、大規模な寺院建設と領土獲得の遠征のため、死後（1220年）は国力が衰退していったと考えられている。その後、インドラヴァルマン2世、ジャヤーヴァルマン8世(1243-1295年)が継いだ。1283年にクビライのモンゴル帝国の軍がアンコール・トムに侵攻した。ジャヤーヴァルマン8世は、1285年と1292年に元朝に朝貢した。この治世に廃仏事件が起こり、ヒンドゥー教に由来する題材に彫り直された。1295年に仏教徒のインドラヴァルマン3世がジャヤーヴァルマン8世を殺害し、王位に就いた。
13世紀に入ると元の侵攻が始まり、後半からは、シャム(アユタヤ王朝)の侵攻が始まった。

## カンボジアの暗黒時代

### スレイ・サントー（1431年 - 年）
1431年、シャムの度重なる侵攻により、首都アンコールが陥落し、栄光の時代は終わりを告げた。時の王ポニャー・ヤットはアンコール・トムからコンポンチャム州のスレイ・サントーに遷都し、シャム（現在のタイ）に近いアンコールを含むトンレサップ湖の北部を放棄した。その後、首都は転々とした。

### プノンペン（年 - 1553年）
スレイ・サントーは河川の氾濫がたびたび起こるのでプノンペンへ再遷都した。西洋の資料としては、1511年のポルトガル人による手記に記されるプノンペンがカンボジアについての最初の記録である。既に日本人との貿易が始まっていたことが記されている。

### ロンヴェク（1553年 - 1619年）
プノンペンとトンレサップ湖の中間地点にあたるロンヴェク（クメール語: កម្ពុជាសម័យលង្វែក Cambodia Longvek、1553 - 1618）へ遷都した。1593年にKing Sattha (1576–94) は、フィリピンのスペイン人総督（フィリピン総督領）に保護国になる依頼を行なった。フィリピンから120名の兵士が送られたが、到着する前年にシャムに占領されていた。1597年にスペイン兵たちは、King Satthaの息子を王位に付けることが出来たが、二年後にマレー系の傭兵にスペイン兵たちは殺害された。1607年頃、呂宋助左衛門が通商を開始した。

### ウドン（1619年 - 1866年）
ロンヴェクから南へ5kmほどのウドン(1618 - 1866)へ遷都した。
17世紀から19世紀は、隣のシャムやベトナムの侵略や干渉が続き、国内は混乱した。
16世紀に黎朝がヴィジャヤ王朝（旧チャンパ王国の一つ）を滅ぼしてチャンパの旧領を併合すると、大量のチャム族がクメール帝国領内に難民化して流出した。1623年、チェイ・チェッタ2世（在位：1618年-1628年)は、オランダ東インド会社の介入した鄭阮戦争で阮氏広南国から流出した難民のためにプレイノコール（英: Prey Nokor、現ホーチミン市）に税関事務所を建設したが、これがベトナムの南下を許すことになった。1643年のカンボジア・オランダ戦争でオランダ人の虐殺がおこり、オランダはその後カンボジアから撤退した。1693年に広南国の阮福淍（明王）がパーンドゥランガ王朝を征服。17世紀の終わり頃、ベトナムがメコンデルタ上流からフーコック島対岸周辺までのクメール人居住地域を占領。カンボジアは海へのアクセスを断ち切られ、海上貿易にはベトナムの許可が必要になった。
1765年から1769年にかけて清緬戦争や泰緬戦争が勃発し、1767年にアユタヤがコンバウン朝に占領されたが、戦後最も強勢になったのはタイだった。1788年から1789年にかけて清越戦争が勃発し、西山朝が清の介入を撃退し、黎朝が滅んだ。しかし西山朝も数年で滅び、広南国の残党が阮朝を建てた。
1831年、タイがカンボジアの支配を狙って起こした第一次泰越戦争では、タイはカンボジア北部に侵攻した後、南転してさらにベトナム南部のチャウドックとヴィンロンを蹂躙した。ベトナム(阮朝)が反撃に転じると、戦闘になる前にタイは撤退し、ベトナムがカンボジア全土を掌握した。タイとの戦争でカンボジアが弱体化すると、Prey Nokorは徐々にベトナム化し、名前も嘉定、のちにサイゴン（現在のホーチミン市）となった。
1841年、タイがカンボジアの支配を狙って再び起こした第二次泰越戦争の結果、泰越両国でカンボジアを共有する平和条約が締結された。1848年にアン・ドゥオン王が即位し、密かにシンガポールのフランス領事を通じてナポレオン3世に援助を要請したが、事前にシャムに情報が漏れ、失敗に終わった。

## 近代（植民地時代）

フランス領インドシナ

19世紀中頃からフランスによるインドシナ半島（インドシナ）の植民地化が始まった。
1863年8月11日、フランスはカンボジア王国との間に「修好、通商及びフランス国の保護に関する条約」を締結。カンボジア国王ノロドム は同王国に対するフランスの保護権を認めた。この保護国化は、隣国タイやベトナムの圧力に堪りかねたカンボジア側からフランスに要請された側面がある。

### プノンペン
1866年にウドンからプノンペンにあるチャドモックに首都が移転される。
1867年7月15日、歴史的にカンボジアの宗主国であった暹羅（シャム＝現在のタイ）国が、カンボジアに対するフランスの保護権を承認。（「カンボジア王国の地位を定めるためのフランス国暹羅国間条約」）
1887年にはカンボジアがフランス領インドシナに編入された。
1907年3月23日、フランスは暹羅との条約により、バッタンバン、シェムリアップ、シソポンの各地域をクラット港一帯の島嶼と交換し、カンボジア全土を獲得した。
1916年には地方から集まった4万人もの農民がプノンペンの王宮前に集まり、シソワット王に直訴した。
1925年にはコンポンチュナン州の農民たちが徴税中の理事官パルデスを暗殺した。この事件はフランス人たちを震撼させた。
1940年5月から6月にフランスはナチスに侵攻され、7月にヴィシー政権に移行すると、8月30日には日本との間に「政治軍事・経済協定」（松岡・アンリ協定）を締結し、9月からの日本軍によるフランス領インドシナ進駐を認めた。1940年9月には日本軍はランソン地域に侵入し、支配した。フランス植民地軍は撤退し、日本にインドシナ北部を譲渡する条約を結んだ。後に日本が連合国に敗戦するまで、カンボジアは日本とフランスによる二重の支配・占領を受けることとなった。11月23日、カンボジア、ラオスの領土を巡りタイ・フランス領インドシナ紛争が勃発。その後も紛争は拡大していったが、1941年5月9日、日本の居中調停によりタイ・フランス両国間で平和条約（東京条約）が結ばれ、カンボジアの一部、チャンパーサック県・バタンバン州及びラオスの一部、シェムリアップ州がタイに割譲された。
1941年11月、ノロドム・シハヌーク（18歳）が王位に就いた。
1945年3月12日、ノロドム・シハヌーク（シアヌーク）王は、日本軍の明号作戦に呼応する形で、カンボジアの独立を宣言。しかし、日本が連合国に降伏すると、1946年には再びフランスの保護下に戻り、独立は消滅してしまう。
シハヌークは粘り強く独立運動を続け、1947年には憲法を公布、1949年にフランス連合内での独立を獲得した。1953年には警察権・軍事権を回復し、シハヌークはフランス、アメリカ、タイを回って世界世論に訴えかけ同年11月に完全独立を果した。

## 現代

### カンボジア王国（1953年 - 1970年）
1955年、アジア・アフリカ会議（バンドン会議、バンドン、インドネシア）において、シハヌークは非同盟・中立外交政策を表明した。王位を父ノロドム・スラマリットに禅譲し、サンクム・リアハ・ニヨム（人民社会主義共同体、サンクム）を組織した。「独立の父」として国民の人気を集めたシハヌークは同年の選挙で首相兼外務大臣に就任した。
1956年、東南アジア条約機構への加盟を拒否した。
1960年に王であるスラマリットが亡くなると、シハヌークは王位を空けたまま国家元首という新しい位を作って就任した。1965年5月、シハヌークは北ベトナムへの爆撃を行なうアメリカ合衆国との断交を宣言した。ベトナム戦争により国内は不安定となったものの、シハヌーク政権時代にはまだ爆撃・内戦は激化しておらず、食糧は豊富で輸入に頼らず大量の国内避難民も発生していなかった。
1967年4月、バタンバン州のサムロートで、政府による余剰米強制買い付けに反対する農民と地元政府の間で衝突が起こる。1965年頃からカンボジアの余剰米の少なくとも4分の1あまりが北ベトナムとベトコンに買い上げられていたが、政府の買い付け値はこれより安く、地元共産主義勢力は反米反政府のビラを撒き暴動を煽動した。サムロート周辺の鎮圧作戦は数ヶ月間続き、右派と左派の衝突は強まる。

### クメール共和国（1970年 - 1975年）
1970年3月17日、親米のロン・ノルがシハヌークの外遊中にクーデターを決行し、シハヌーク一派を追放、クメール共和国の樹立を宣言した（10月9日）。ロン・ノルは政権を取ると、激しい反ベトナムキャンペーンを行い、南ベトナム解放民族戦線への支援が疑われるカンボジア在住のベトナム系住民を迫害・虐殺した。このためシハヌーク時代に50万人だったベトナム系住民のうち20万人が1970年にベトナムに大量帰還する事態となった。続いてロン・ノルは1970年4月、ホーチミン・ルートを粉砕するため、アメリカ軍と南ベトナム軍に自国を侵攻させた（カンボジア作戦を参照）。さらに、1968年から局地的に行われてきたアメリカ軍によるカンボジア空爆を、人口高密度地域を含むカンボジア全域に拡大させた。これにより数十万人もの農民が犠牲となり、爆撃から僅か一年半の間に200万の国内難民が発生した。カンボジアで人口の集中する東部地域は、都市も激しい爆撃を重点的に受けた。ロン・ノル政権は国民の不人気を買い、反政府活動は激化していった。
クーデター後、シハヌークは中国（北京）へ脱出し、カンプチア民族統一戦線を結成し、反ロン・ノル諸派の共闘を呼びかけた。彼を助け、共にカンボジア帰国を果たしたのは、毛沢東主義に心酔したポル・ポト、キュー・サムファン、イエン・サリらの指揮する共産主義勢力「クメール・ルージュ」だった。10月、ポル・ポトはシハヌークを擁立してロン・ノル政権との間で内戦となった（カンボジア内戦参照）。
1971年1月、アメリカはロン・ノル政権支援のために南ベトナム派遣軍の一部をカンボジアへ侵攻させた。10月、ロン・ノルは軍事独裁体制を宣言し、1972年3月に新憲法を公布した。しかし1973年3月29日アメリカがベトナムから完全撤退したため、ロン･ノルは強力な後ろ盾を失った。
さらに、爆撃で農村インフラは破壊され、カンボジアの農業生産は大打撃を受けていた。カンボジアは1969年には耕作面積249万ヘクタールを有し米23万トンを輸出していたが、1974年には耕作面積5万ヘクタールに激減し28万2000トンの米を輸入し、米の値段は1971年10リアルから1975年340リアルにまで急騰した。1971年アメリカ会計監査院の視察団はカンボジアの深刻な食糧不足を報告している。こうした状況のなか、都市部は米国からの食糧援助で食い繋ぐことができたが、援助の行き渡らない農村部では大規模な飢餓の危機が進行しつつあった。

### 民主カンプチア（1976年 - 1979年）

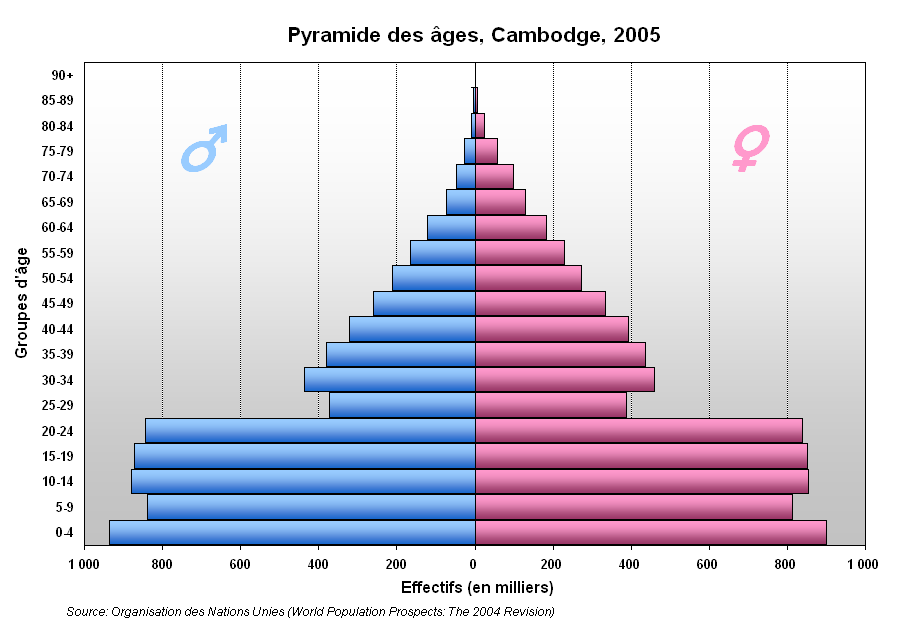
クメール・ルージュ政権終了から26年経った2005年度のカンボジア人口。25歳以上と24歳以下の人口が対照的である。

1975年4月1日、クメール共和国側が守っていた最後のメコン川の町Neak Leungが陥落し、その日のうちにロン・ノルは国外に脱出、最終的にハワイへ亡命した。同年4月12日に在カンボジアアメリカ大使J.Gunther Deanはアメリカ大使館を閉鎖し、ヘリコプターでタイへ脱出した。同年4月17日午前9時30分にクメール共和国は降伏し、クメール・ルージュが首都プノンペンに入城した。プノンペン入城後クメール・ルージュは、都市部の住民を強制的に農村へ移住させる意図を持って、「B-52による爆撃を避けるため」というデマゴーグを理由にしてプノンペンから離れるよう強制した。プノンペンからの立ち退きに例外はなく、重病人や妊婦も強制的に立ち退かされた。住民は行き先も教えられないまま炎天下を何日も徒歩で移動させられたため行き倒れになる者が続出し、大量の死者が出た。1976年1月に「カンボジア民主国憲法」を公布、国名を民主カンプチア（Democratic Kampuchea）に改称した。
クメール・ルージュは貨幣制度廃止、都市住民の農村入植と強制労働といった極端な原始共産制社会への回帰政策を実行した。旧政権関係者、都市の富裕層や知識層、留学生、クメール・ルージュ内の親ベトナム派などは虐殺された。反乱の疑いのあるものは政治犯収容所S21（現トゥールスレン虐殺博物館）などに収容され虐殺された（カンボジア大虐殺）。1975年～1979年のポル・ポト時代の4年間は、中国の毛沢東主義を奉じた極端な農本主義政策が採られたものの、非効率的なやり方は大旱魃をもたらし、出生率が異常に低下する一方、飢餓と虐殺、マラリアの蔓延などで100万人を超えるともいわれる大量の死者を出した。
1975年当時、カンボジアの食糧事情は危機的状況にあった。同年4月にはUSAIDが「カンボジアの食糧危機回避には17.5万～25万トンの米が必要である」と報告し、アメリカ国務省は「共産カンボジアは今後外国からの食糧援助が得られなくなるため100万人が飢餓にさらされることになるだろう」と予測していた。クメール・ルージュの強制移住・重農政策はこうした状況で食糧増産を図ったものと思われるが、非科学的・非現実的な諸政策により結果的には食糧危機を一層増大・深刻化させる結果となった。この年5月、クメール・ルージュはベトナムのフーコック島を攻撃した。
1978年1月、クメール・ルージュはベトナム領内を攻撃し、ポル・ポトはベトナムと断交した。この頃、ベトナムはソビエト連邦との関係を強化しており、中ソ対立の構図から、中華人民共和国と関係の深いポル・ポト政権と対立することとなった。4月から5月にかけベトナムのアンザン省バチュク村が攻撃され村民が虐殺された（バチュク村の虐殺）。5月には中央のポル・ポトへの反乱の疑いを持たれた東部軍管区(東部はベトナム系カンボジア人の住民が多い)を攻撃し、東部地区の大量のクメール・ルージュ将兵が処刑された。このため、ベトナムには10数万人にのぼる東部地区軍民の避難民が流入した（カンボジア・ベトナム戦争）。

### サムリン政権（1979年－1991年）
1978年12月25日、ベトナム人民軍は、亡命カンボジア難民からカンプチア救国民族統一戦線を組織し、元クメール・ルージュ将校でベトナムに亡命したヘン・サムリンを擁立し、ポル・ポト打倒を掲げカンボジアに侵攻した。
1979年1月6日、ベトナム軍がプノンペンを攻略、幽閉に近い状態にあったシハヌークは再び北京へ逃亡、クメール・ルージュはタイ国境近くまで駆逐される。1月10日親ベトナムのカンプチア人民共和国（People's Republic of Kampuchea）が樹立される。しかし、ヘン・サムリンのカンボジア人民党による政権は、ベトナムの傀儡政権であるとして世界各国の承認を得られなかった。
同年2月には中国人民解放軍がカンボジア侵攻の報復としてベトナムを攻撃した（中越戦争）。しかし、中国軍は実戦経験豊富なベトナム軍に完敗し、3月には撤収した。1981年6月にサムリンは新憲法を採択し、フン・センが閣僚評議会副議長（副首相）に就任する。
1982年2月、巻き返しを図る反ベトナム3派（ポル・ポト、シハヌーク、ソン・サン）は北京で会談を開き、7月には3派による「民主カンプチア連合政府」（The Coalition Government of Democratic Kampuchea：CGDK）が成立し、サムリン政権との内戦状態に入った。
1983年2月に開かれたインドシナ3国首脳会談でベトナム軍の部分的撤退が決議されたが、3月にベトナム軍はポル・ポト派の拠点を攻撃した。
1984年7月の東南アジア諸国連合外相会談では、駐留を続けるベトナムを非難する共同宣言を採択した。しかし、ベトナム軍は内戦に介入し続け、1985年1月に民主カンプチア連合政府の拠点を攻略、3月にシハヌーク派の拠点を制圧した。
1988年3月、ベトナム首相ファム・フンが急死し、政変が起こると、6月にベトナムは軍の撤収をはじめ、1989年9月に撤退を終えた。その結果、当時首相に昇格していたフン・センはベトナム軍の支えを失って弱体化し、内戦はさらに泥沼化した。
1990年6月4日5日、東京でカンボジア各派が参加する和平に向けた直接対話の場として「カンボジアに関する東京会議」が開催された。続く1991年10月23日、最終合意文章に「国際連合カンボジア暫定統治機構（UNTAC）」の設置、武装解除と内戦の終結、難民の帰還、制憲議会選挙の実施などを含むカンボジア和平パリ協定が19か国により調印され、20年に及ぶカンボジア内戦が終結した。

### 現代「カンボジア王国」
カンボジア和平パリ協定でフン・セン政権と民主カンプチア連合政府を合わせた四派によるカンボジア最高国民評議会（SNC）が結成された。翌年1992年3月より、国連カンボジア暫定統治機構（UNTAC。事務総長は明石康）が平和を維持する活動を始めた。
1993年5月には国民議会総選挙が行なわれ、立憲君主制が採択された。選挙結果は、全120議席のうち、フンシンペック党 が58議席、カンボジア人民党が51議席、ソン・サンの仏教自由民主党が10議席、その他1議席であった。これにより「二人首相制」となり、フンシンペック党党首でシハヌークの二男 ラナリットが第一首相、カンボジア人民党のフン・センが第二首相に選出された。
同年9月23日、制憲議会が新憲法を発布した。9月24日、シハヌークが国王に再即位、カンボジア王国が、およそ23年ぶりの統一政権として誕生した。自由で公正な選挙、選ばれた議会の憲法発布・政府設立を見届け、UNTACの暫定統治は1993年9月に終了した。
1997年7月、プノンペンにてフンシンペック党とカンボジア人民党の軍隊が衝突するという事件が起こった。第一首相であったラナリットはパリに逃亡し、約半年後の1998年3月にシハヌーク王の恩赦で帰国、9月には国民議会の議長に就任した。同年7月の総選挙で、今度はカンボジア人民党が第一党となり、フン・センが第一首相に就任している。
カンボジアは東南アジア諸国連合 (ASEAN) への加盟が延期されていたが、1999年4月に加盟を果たした。
なお、ポル・ポトは1998年4月に山中で死亡しており、12月にポル・ポト派幹部が国民へ謝罪した。2001年1月、ポル・ポト派幹部を裁くカンボジア特別法廷の設置が国際連合との間で取り決められた。
2004年10月14日、シハヌークが退位、息子のノロドム・シハモニが国王に即位した。
2006年10月18日、フンシンペック党は、ラナリット党首を解任、駐ドイツ大使のケオ・プット・ラスメイを選出、第1副党首にはルー・ライスレン、第2副党首にはシソワット・スリウッド（シソワット王家の出身）が選出された。2006年11月16日、ラナリットは、ノロドム・ラナリット党（The Norodom Ranariddh Party）を設立した。
2007年3月13日にフィリピン・マニラに滞在中のラナリットに背任罪の実刑判決（禁固1年6カ月）が下っている。また4月の地方統一選挙を前にして、ラナリットが妻の告発で1月に姦通罪で訴追されていたことも発表された。
カンボジアの法律により、禁固刑の判決を受けた者は刑期の3分の2を終えないと2008年度の総選挙に立候補できないため、海外に滞在したままのラナリットの動きが注目された。2008年10月2日、恩赦によってラナリットが帰国すると2015年までの間に政界引退-政界復帰を繰り返した。2021年11月28日、ラナリットは死去した。
フン・センの後継者として指名されていたフン・マネット（フン・センの子供）が2023年の総選挙を経た形で首相の座を世襲している。

## 参考書籍
- 内田悦生・下田一太(コラム執筆)『石が語るアンコール遺跡』早稲田大学出版部〈早稲田大学学術叢書〉、2011年。